# チェザーレ・バティスティ (駆逐艦)
チェザーレ・バティスティ (Cesare Battisti) はイタリア海軍の駆逐艦。サウロ級。

## 艦歴
1924年2月9日起工。1926年12月11日進水。1927年4月13日就役。
1930年、駆逐艦「ダニエーレ・マニン」と衝突。
1939年、紅海配備となる。
イタリアの第二次世界大戦参戦時は同型艦の「ナザリオ・サウロ」、「フランチェスコ・ヌーロ」、「ダニエーレ・マニン」とともに第3駆逐隊を編成しており、マッサワに配備されていた。
1940年6月27日、クロロメタンガスによって乗員の大半が中毒となり、またイギリス駆逐艦の攻撃で損傷した潜水艦「ペルラ」救援に「チェザーレ・バティスティ」は派遣された。
7月26日、「フランチェスコ・ヌーロ」および潜水艦「Alberto Guglielmotti」とともにマッサワからイギリス船捜索に向かうが何も発見できなかった。
8月30日-31日、「ダニエーレ・マニン」とともに報告のあったギリシャ船捜索にあたるが発見できなかった。
9月5日から6日の夜、「ダニエーレ・マニン」、「ナザリオ・サウロ」と共に敵船団を捜索したが発見できなかった。
12月19日、駆逐艦「ダニエーレ・マニン」、「レオーネ」、「パンテーラ」はマッサワから出撃してBN5船団（23隻の船からなり、護衛は軽巡洋艦「リアンダー」、スループ「オークランド」、「ヤラ」、「パラマタ」）攻撃に向かったが発見できず、21日に帰投した。
4月1日、マッサワに対する敵の攻撃が開始された。友好国、または中立国へ脱出できるだけの航続距離のない駆逐艦などはマッサワ陥落時には自沈することとなっていたがそうせず、「パンテーラ」、「ティグレ」、「レオーネ」はスエズを、「ダニエーレ・マニン」、「ナザリオ・サウロ」、「チェザーレ・バティスティ」はポートスーダンを攻撃することを決めた。「パンテーラ」以下3隻は3月31日に出撃したが、「レオーネ」が座礁したため同艦を処分した後2隻はマッサワに引き返した。この後、残る5隻すべてでポートスーダンを攻撃することとなり、4月2日午後に出撃した。しかし、「チェザーレ・バティスティ」は機関の故障により速度が低下したためアラビア沿岸へ向かい翌日自沈した。